# Paolo Mancini
Paolo Mancini (Foligno, 1948) est un sociologue italien.

## Activités professionnelles
Professeur titulaire de sociologie de la communication auprès de l'université de Pérouse, il est également directeur du Centre italien interuniversitaire de communication politique. Il est l'auteur de plusieurs essais en italien et en anglais, traitant principalement du rapport entre média de masse et politique.

## Publications principales
- (it) Videopolitica. Telegiornali in Italia e in Usa, RAI-ERI, 1985 (en français : La politique en vidéo. Les téléjournaux en Italie et aux États-Unis)
- (it) Il manifesto politico: per una semiologia del consenso RAI-ERI, 1990 (en français : Le programme politique: pour une sémiologie du consensus)
- (it) Sussurri e grida dalle Camere. L'informazione politico-parlamentare in Italia, Franco Angeli, 1994 (en français : Chuchotements et cris de la Chambre : l’information politico-parlementaire en Italie)
- (it) Manuale di comunicazione pubblica, Laterza, 2003 (en français : Manuel de communication publique)
- (it) Il sistema fragile. I mass media in Italia tra politica e mercato, Carocci, 2002 (en français : Le Système fragile. Les médias de masse en Italie, en politique et commerce)
- (en) avec Daniel C. Hallin, Comparing Media Systems, 2005 (en français : Comparaison des systèmes médiatiques)

## Sources
- (it) Cet article est partiellement ou en totalité issu de l’article de Wikipédia en italien intitulé « Paolo Mancini » (voir la liste des auteurs).